# トヨタ・ヴィオス
ヴィオス（VIOS）はトヨタ自動車が主に東南アジアや中近東地域で販売するサブコンパクトセダン、およびハッチバックである。

## 概要
生産は中国、タイほか東南アジア数カ国の工場で行われている。

## 初代 XP40型（2002年 - 2013年）
中国および東南アジア市場向けの戦略車種であり、L50型ターセルセダン（日本向けはコルサセダンを含む）をベースに再開発され1996年から2002年まで東南アジアで販売されていたソルーナ（Soluna ）の後継となるエントリーセダンである。2002年10月より中国で販売を開始。翌11月にはタイでもソルーナ・ヴィオスの名称で発売され、その後、台湾や他の東南アジア各国でも順次販売が開始された。
ベースは初代ヴィッツ。前身のソルーナとは異なり、当時のトヨタの最新技術を反映させて作られている。一方で価格はソルーナ並みに抑えられた。
外寸は全長4,285mm×全幅1,690mm×全高1,450mm、ホイールベース2,500mm。同じくヴィッツ派生セダンのプラッツがいかにもトランクを後付けしたようなデザインなのに対し、ヴィッツよりも全高を50mm下げ、ホイールベースを130mm伸ばすことで自然なスタイルを実現している。この手法は後のベルタ（←2代目ヤリスセダン／2代目ヴィオス）にも生かされることになる。
エンジンは台湾・東南アジア仕様が1NZ-FE型直列4気筒1.5L。フィリピンのみ2NZ-FE型直列4気筒1.3Lも設定される。また、タイではTRDの手によるターボ付きのモデルも用意されている。一方、中国仕様は一世代前の5A-FE型直列4気筒1.5Lと8A-FE型直列4気筒1.3Lが搭載されていたが、2006年にそれぞれ3SZ型(1.5L)と2SZ型(1.3L)に換装された。シフトは5速MTと4速ATが設定される。
2005年暮れにフェイスリフトが行われた。
台湾向けモデルは2013年までこの型が継続生産されていた。

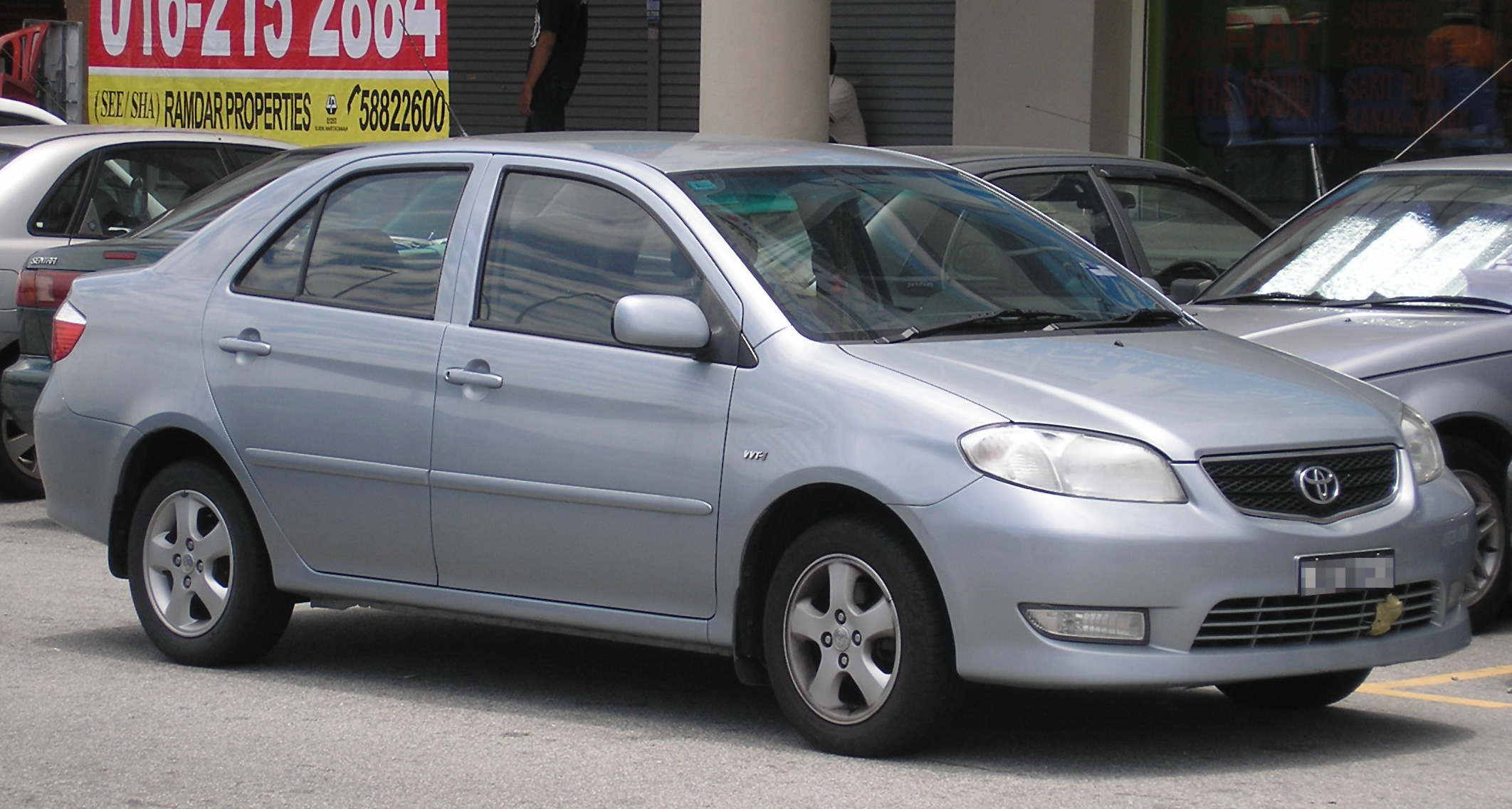
初代ヴィオス（前期型）
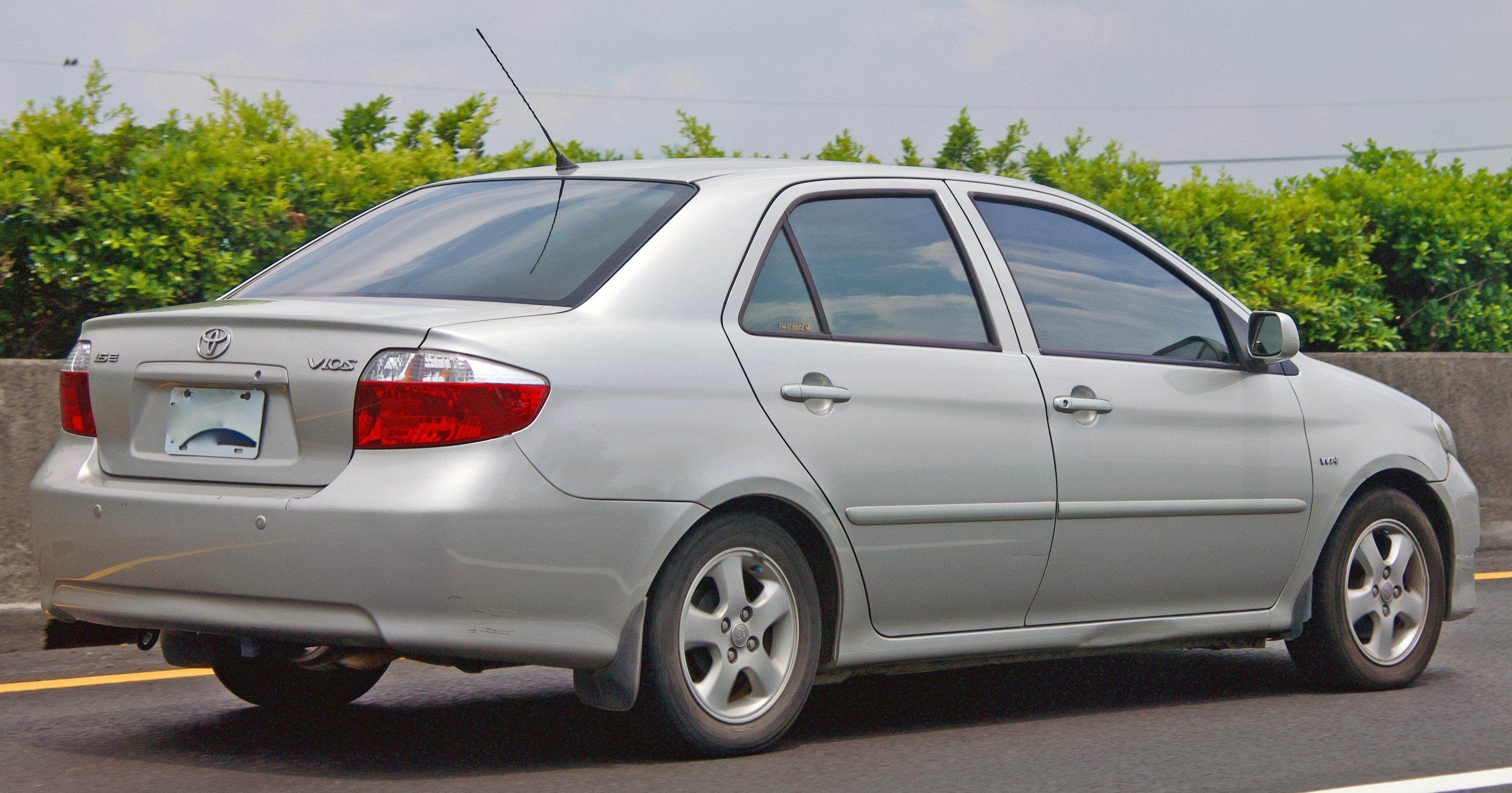
初代ヴィオス（前期型） リア

## 2代目 XP90型（2007年 - 2013年）
2007年3月からタイで発売開始され、その後シンガポールやインドネシアなど東南アジア諸国に順次新型が投入された。また、2008年2月29日には中国でも新型に切り替えられた。
アジア専用に開発された初代とは異なり、2代目はベルタ（2代目ヤリスセダン）のアジア仕様車であり、外観や内装なども基本的に同じである。ただし、インドネシア仕様車のみフロントグリルのデザインが異なる。エンジンは東南アジア仕様が1NZ-FE型直列4気筒1.5Lのみ、中国仕様には2NZ-FE型直列4気筒1.3Lと1ZR-FE型直列4気筒1.6Lの2種類が設定される。
2010年3月8日にタイでマイナーチェンジが行われ、グリルやテールランプの意匠が日本のベルタとは異なるものに改められた。このフェイスリフトモデルは翌4月には他の東南アジア諸国にも順次投入された。
なお、2012年にベルタ及び北米・南米向けヤリスセダンが生産終了した後も2013年まで継続生産された。

## 3代目 NCP150/150H型（セダン：2013年 - 、ハッチバック：2017年 - ）
2013年3月にタイ・バンコク国際モーターショーで先行発売されたのち、シンガポール、ブルネイ、マレーシア、フィリピン、インドネシアと順次導入され、同年11月には中国で3代目VIOS（中国名：威馳）が一汽トヨタから発表され、2014年には台湾で2代目ヴィオス、中近東諸国ではヤリスセダンとしての販売がそれぞれ開始された。
2014年3月18日　ベトナム市場にて販売開始。
2016年6月に中国でマイナーチェンジを実施した。2017年1月にはタイでもマイナーチェンジモデルが発表。
2017年3月にはヤリスL兄弟車となる5ドアハッチバックのヴィオスFS、およびヴィオス兄弟車となる4ドアセダンのヤリスLセダンが発売され、ヴィオスを販売する一汽トヨタとヤリスLを販売する広汽トヨタにおいて、ハッチバックとセダンの両タイプを展開する形となった。
2018年にインドネシア、シンガポール、台湾などで順次マイナーチェンジ。4ドアセダンが兄弟車として併売されるタイ・中国を除き、2018年以降にマイナーチェンジが実施された地域では、ヴィオス・ヤリスどちらの車名で販売されるかにかかわらず、すべてヤリスATIVに準じた外観に変更されている。

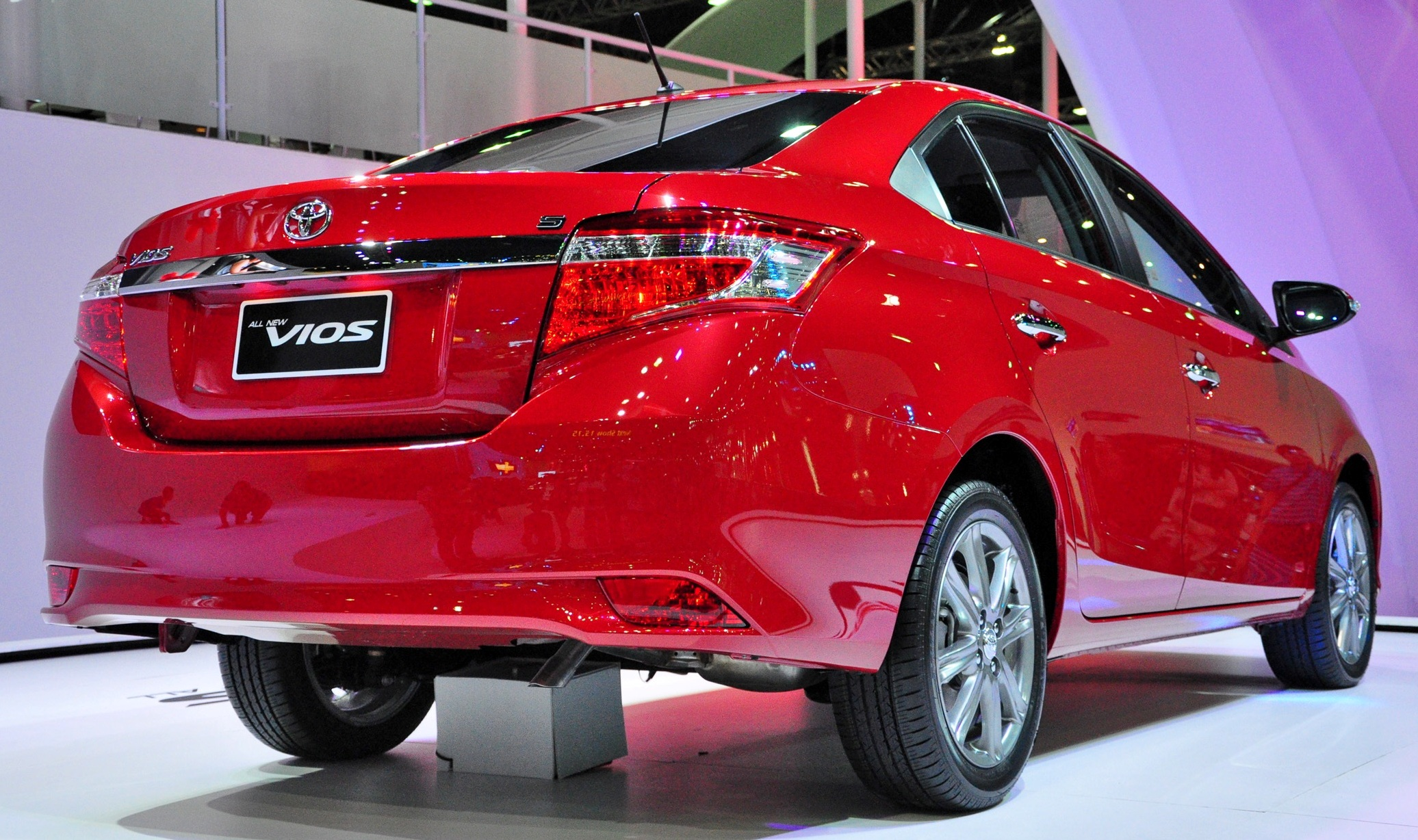
ヴィオス セダン タイ仕様 2013年販売型 リア
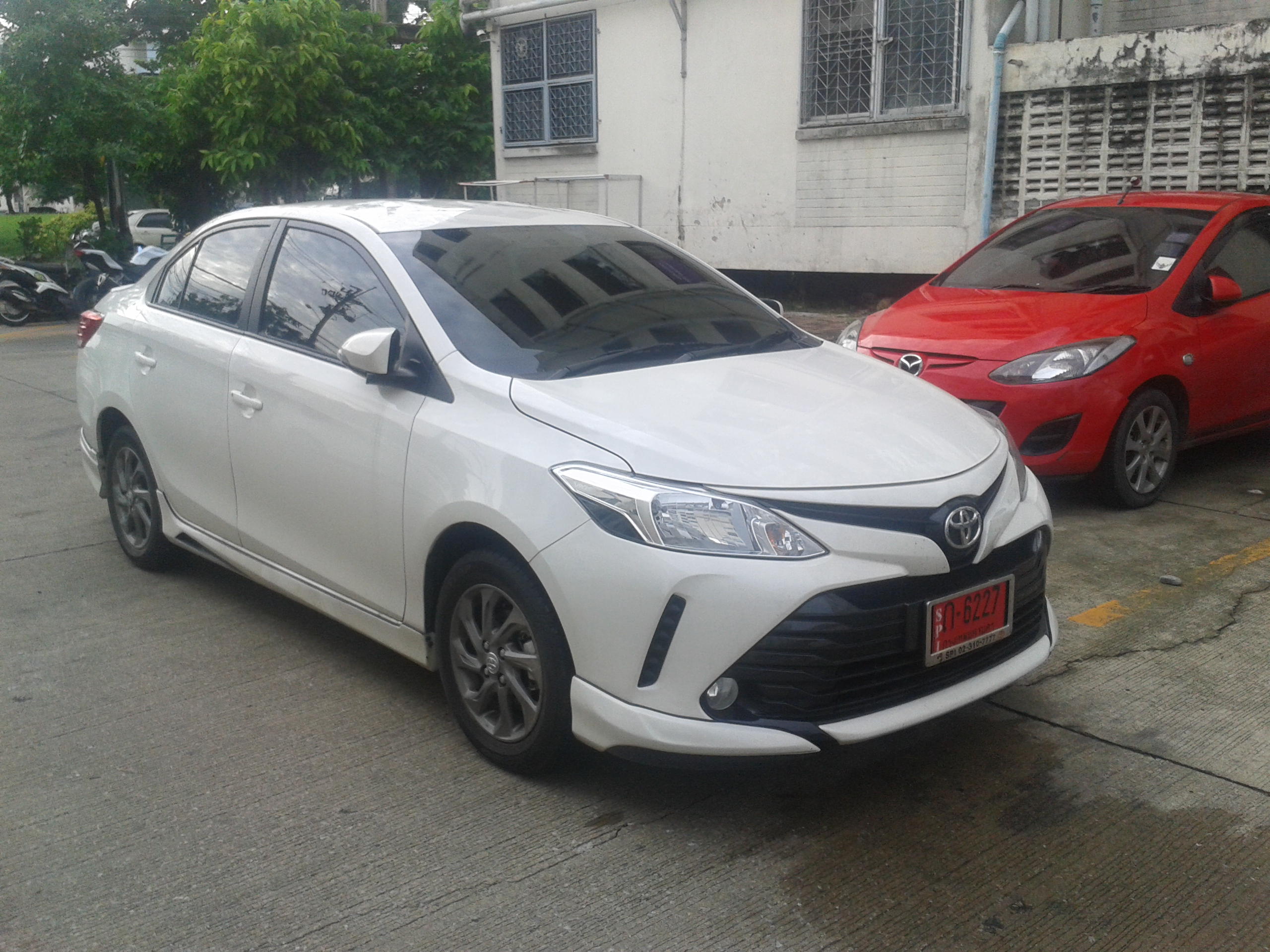
ヴィオス セダン タイ仕様 2017年改良型
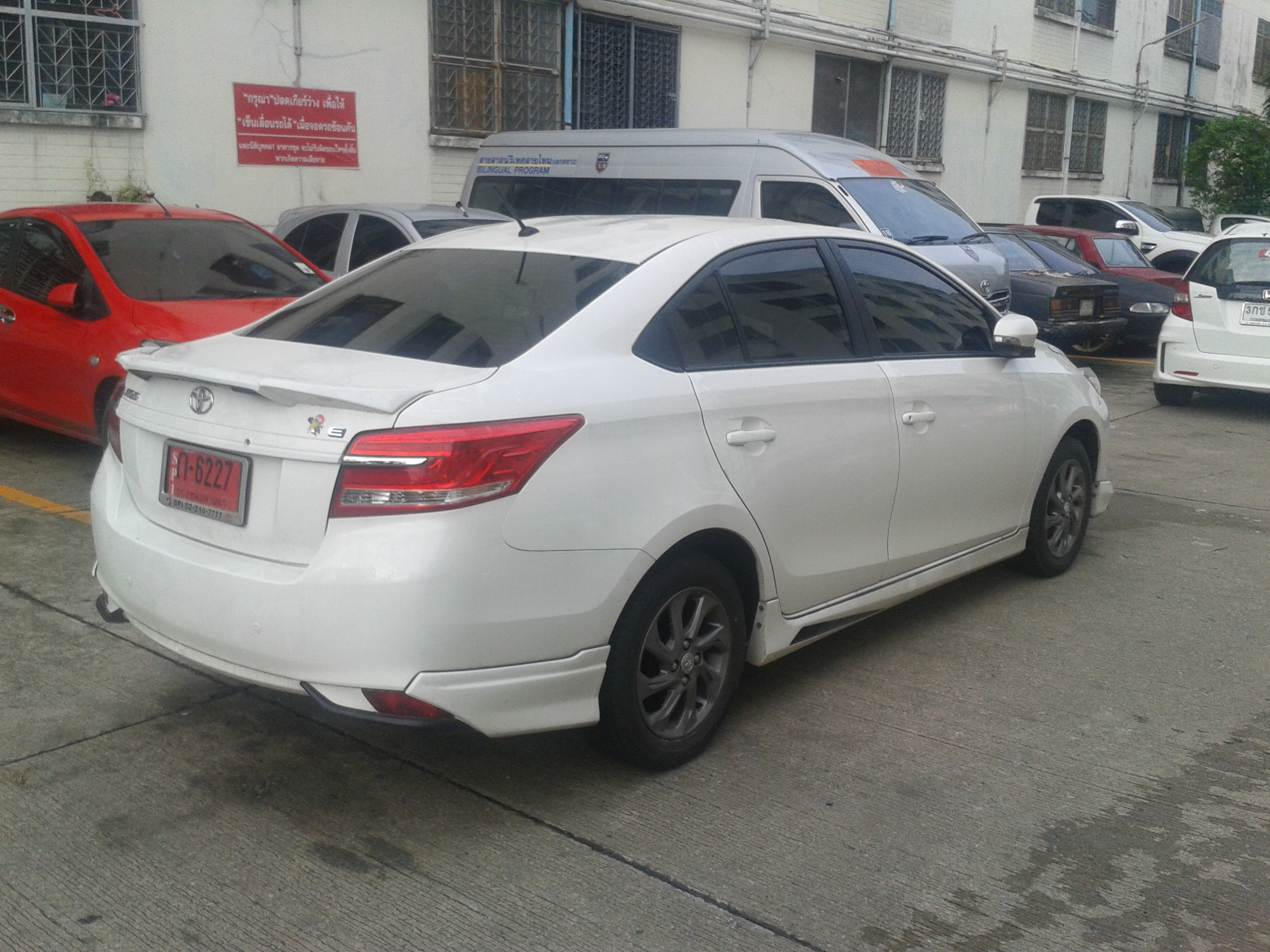
ヴィオス セダン タイ仕様 2017年改良型 リア
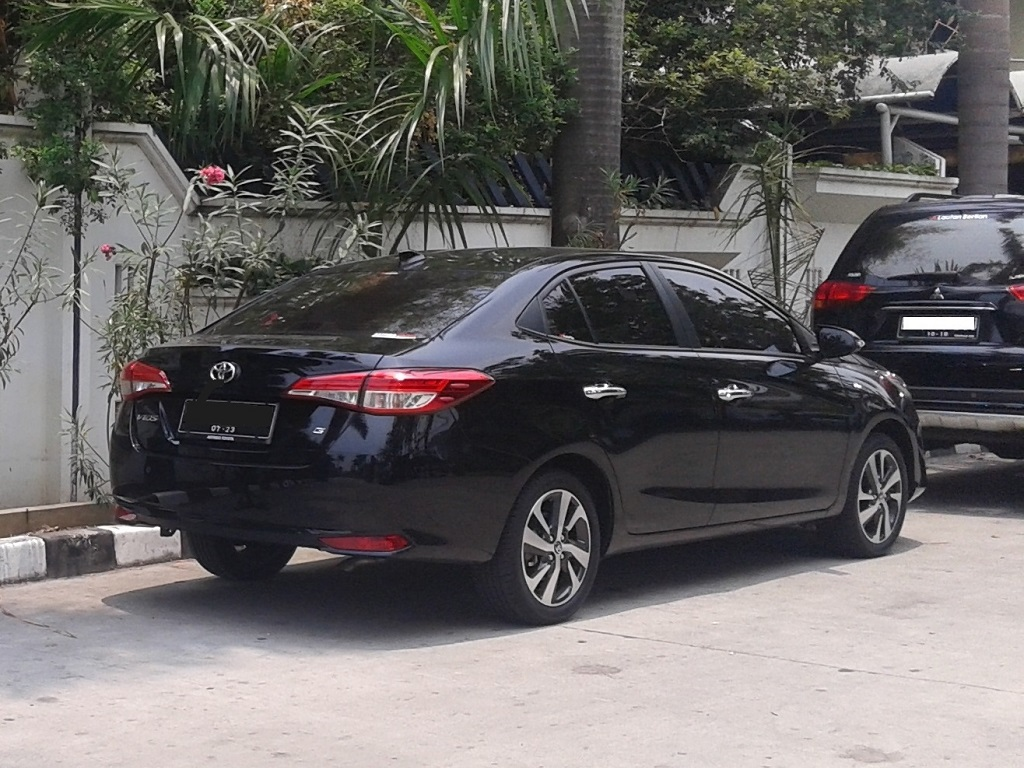
ヴィオス セダン インドネシア仕様 2018年改良型 リア
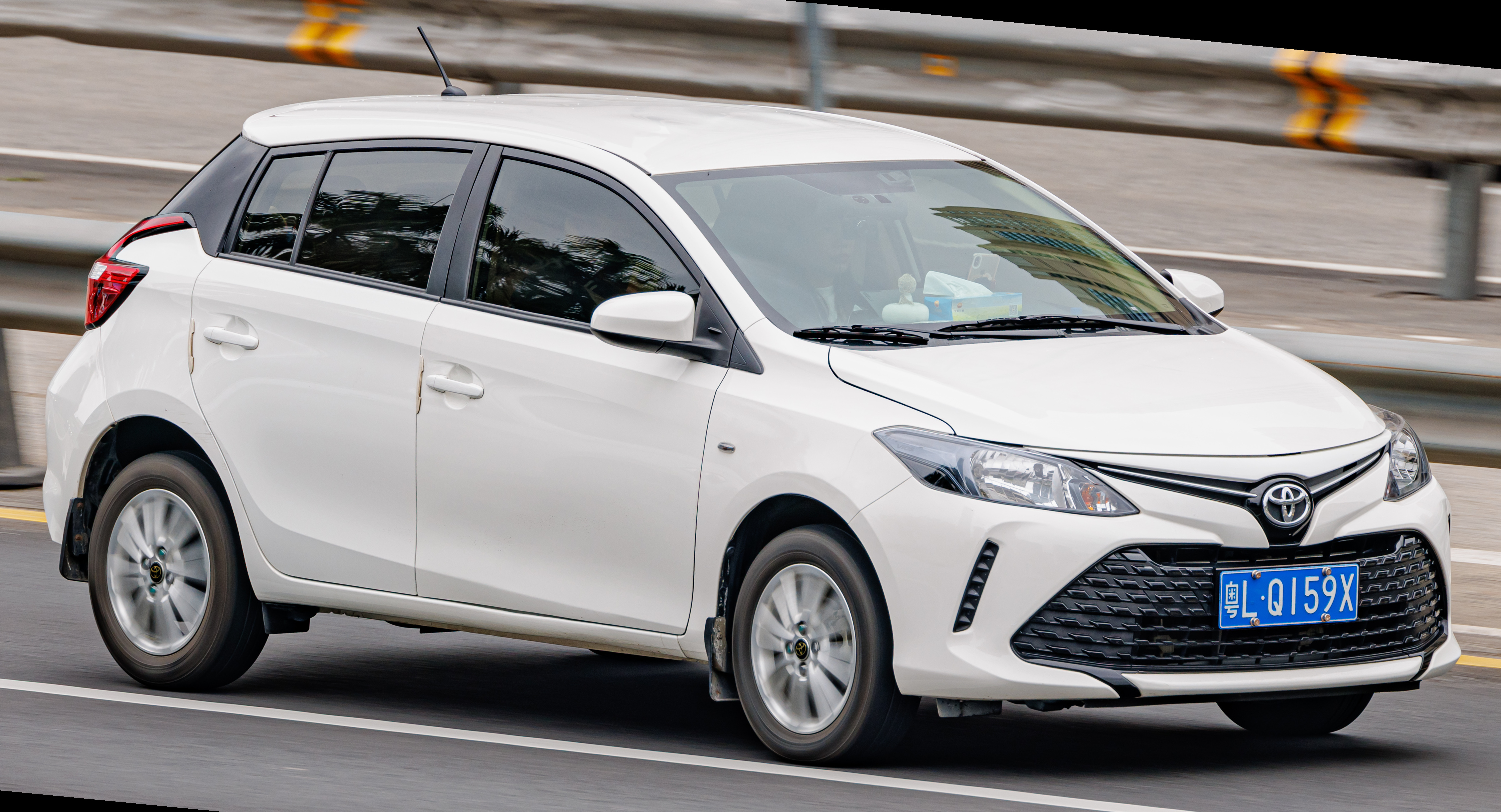
ヴィオスFS ハッチバック 中国仕様 2017年販売型
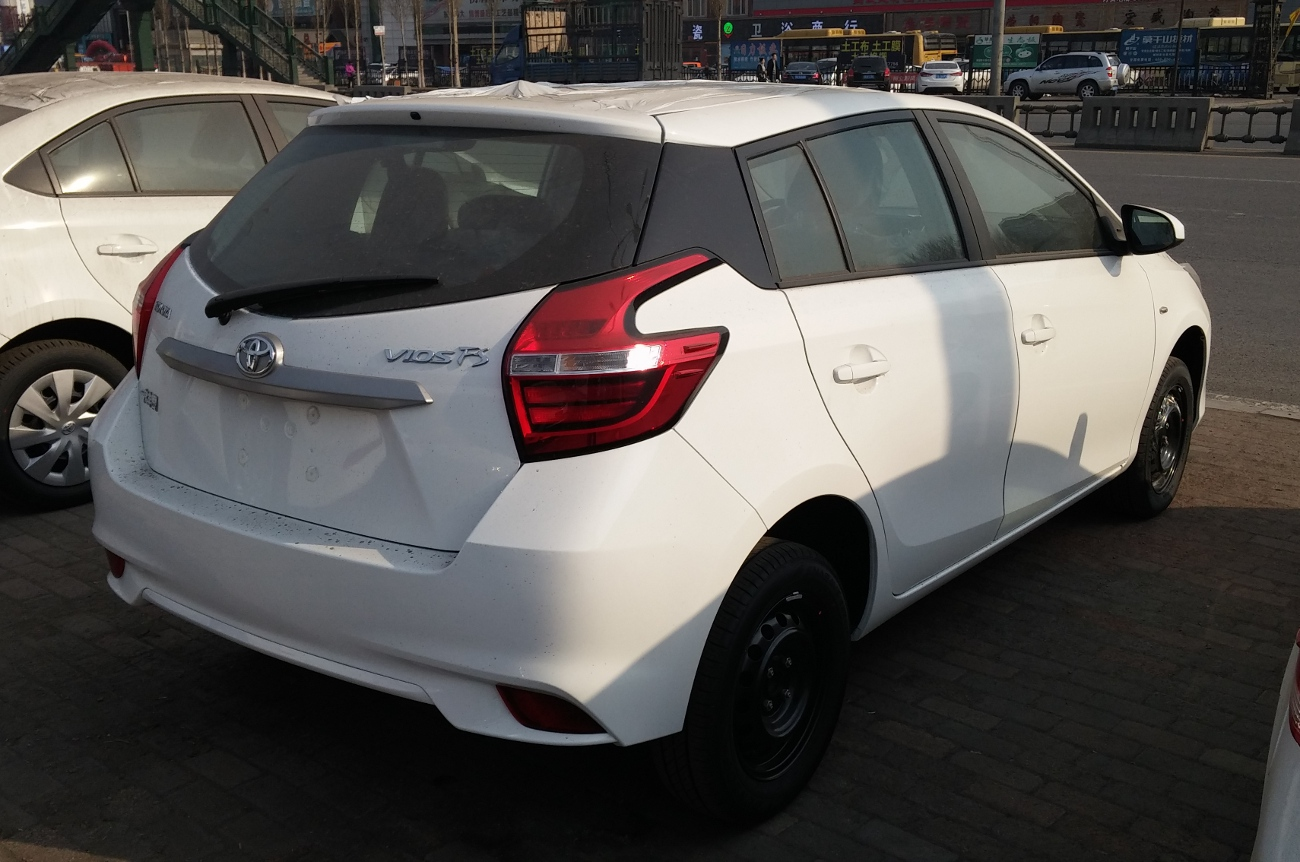
ヴィオスFS ハッチバック 中国仕様 2017年販売型 リア
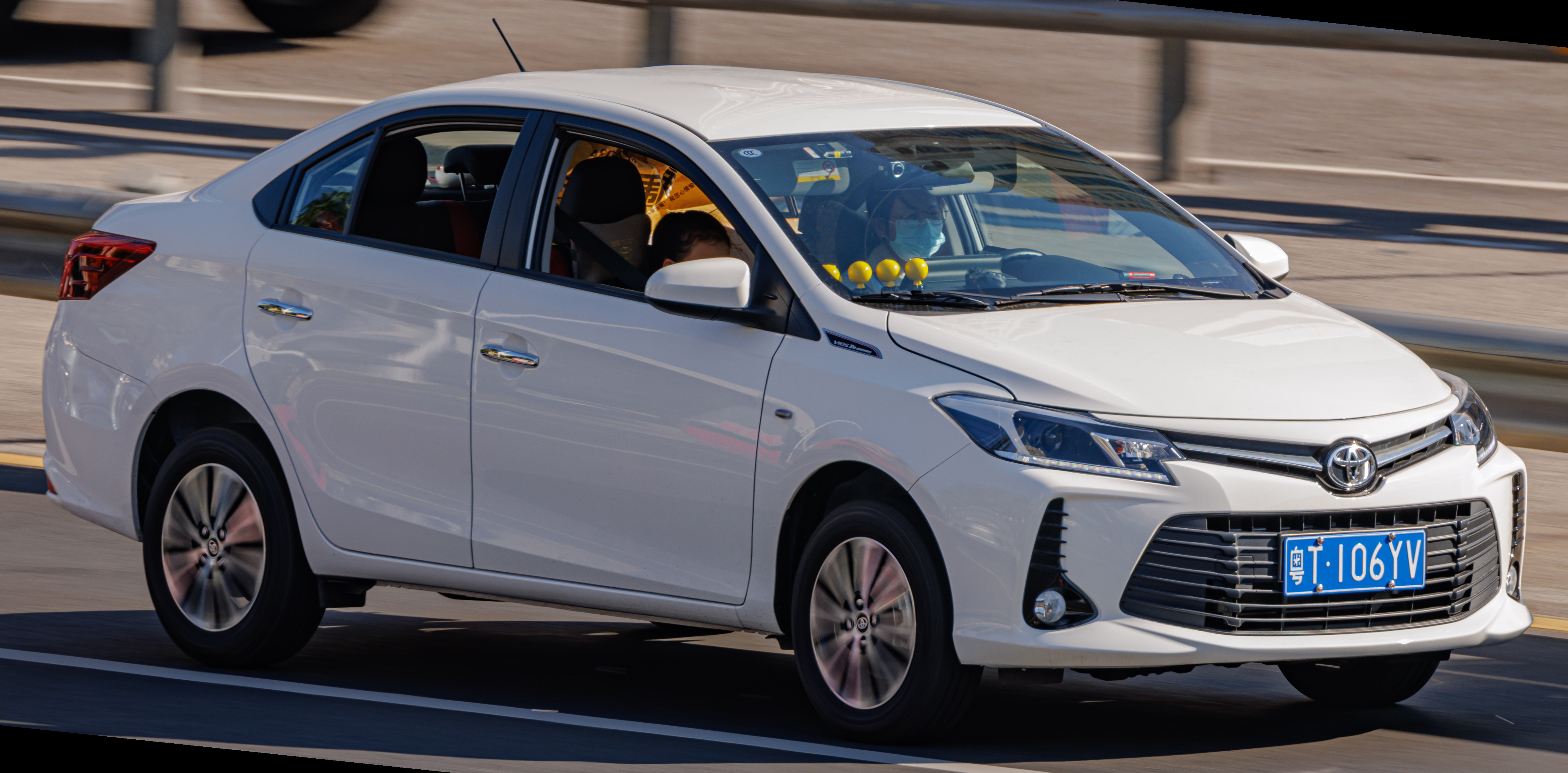
ヴィオス セダン 中国仕様 2020年改良型
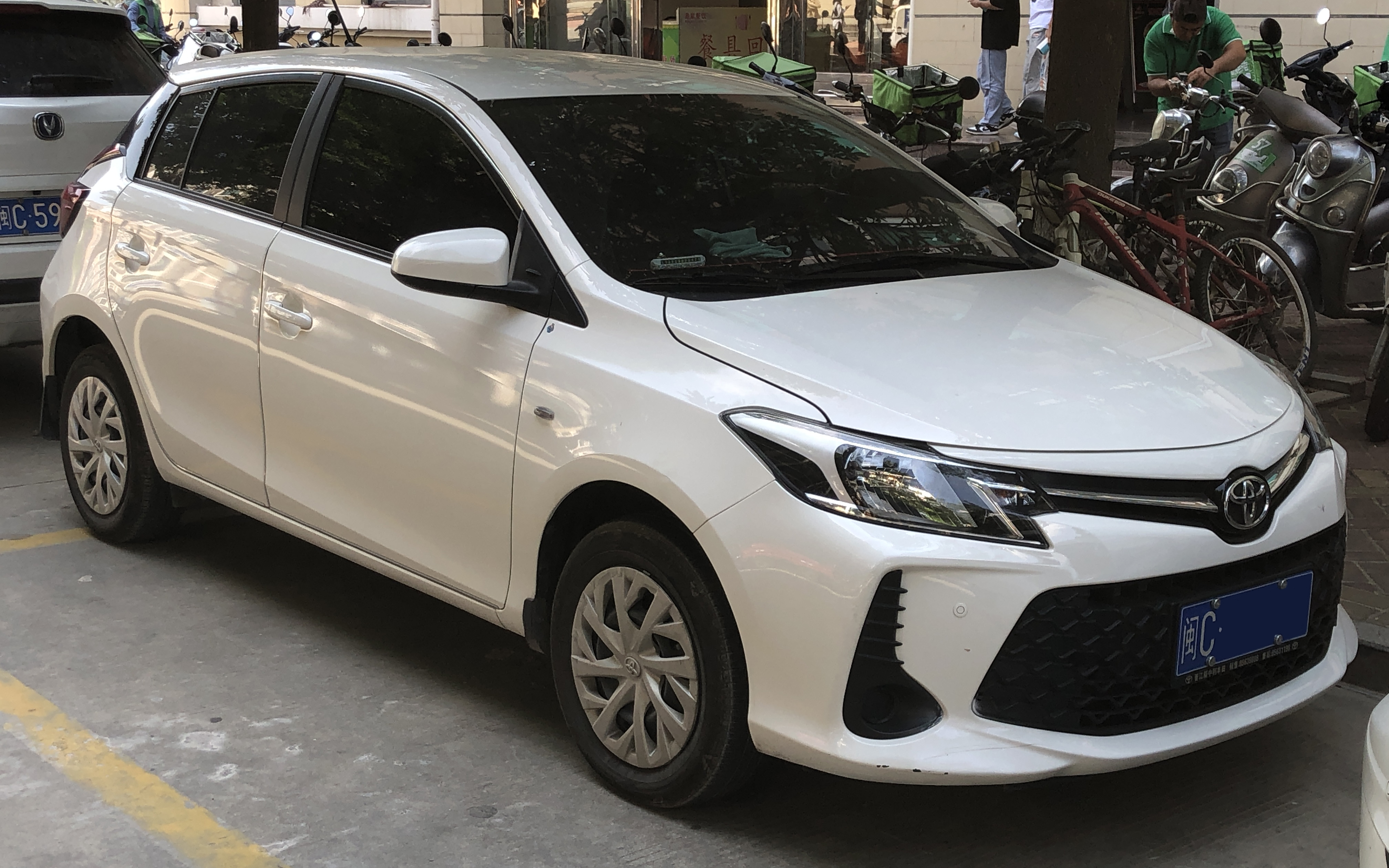
ヴィオスFS ハッチバック 中国仕様 2020年改良型
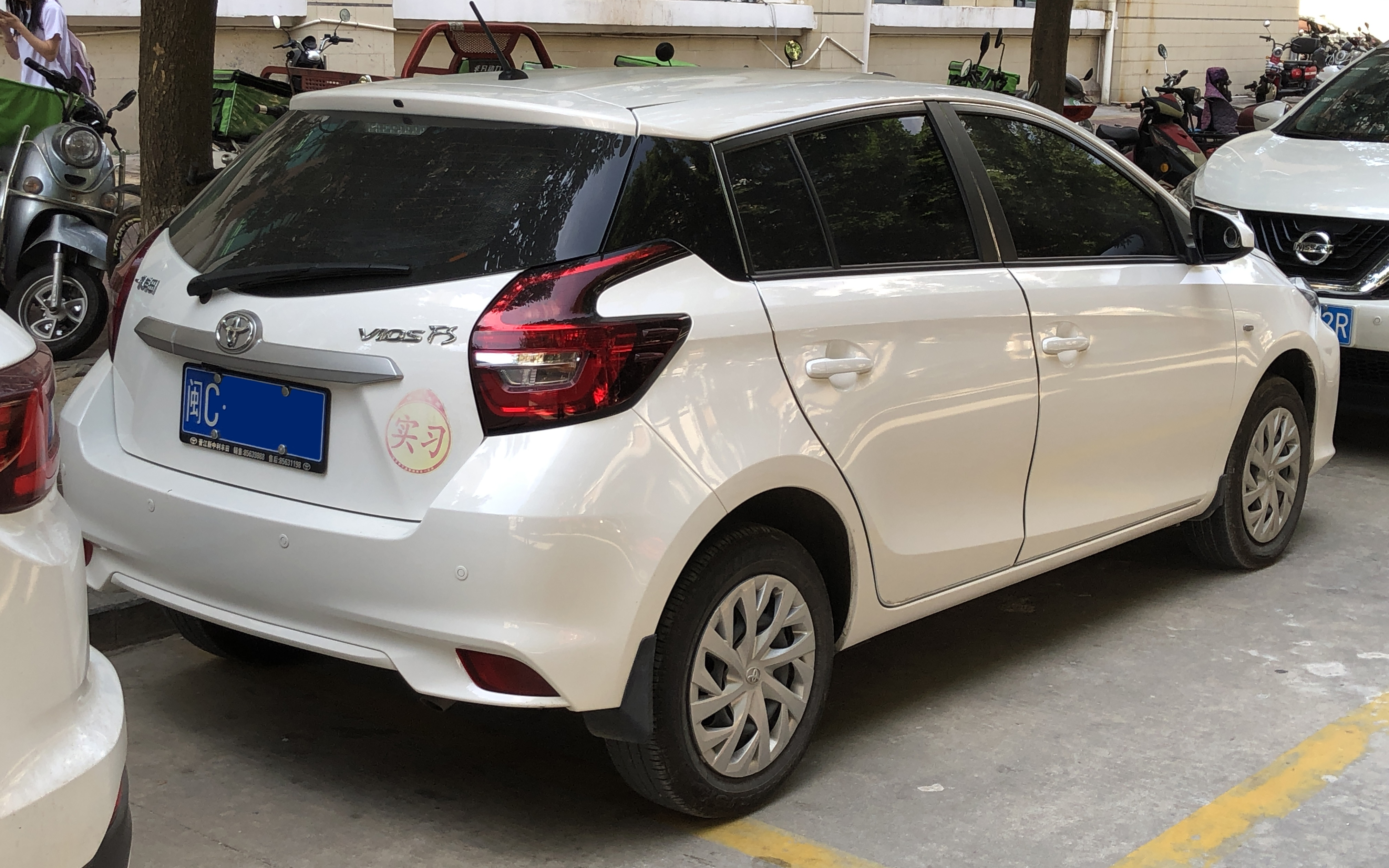
ヴィオスFS ハッチバック 中国仕様 2020年改良型 リア

## 4代目 AC100型（2022年 - ）
第4世代は、2022年8月9日、タイにおいてヤリスATIVとして発売された。 ダイハツ工業とのOEM供給契約・共同開発契約にもとづき、ダイハツが開発から必要な各種認証試験合格までを実施。その上で、トヨタとして、当局に車両型式の認可の申請をし、必要な認可を受けた後、トヨタブランドで販売する形式をとる。プラットフォームはダイハツのDNGA-Bが採用された。2022年10月12日にはヴィオスとしてインドネシアで発売。
2023年4月28日、ダイハツが開発したヤリスATIVを含む海外向けの4車種で側面衝突試験の認証申請の際に、ドアの内側に不正な加工が施され、試験を通過していたことが明らかとなり、出荷を順次停止した。5月10日、トヨタは第三者機関での再試験で安全性が確認されたとしてマレーシアなどへのヤリスATIVの出荷を再開したことを公表。
2025年8月21日、タイでヤリスATIVにハイブリッド車を発表された。

## 製造
- 天津一汽豊田自動車有限公司天津西青工場
- トヨタ・モーター・タイランド・ゲートウェイ工場

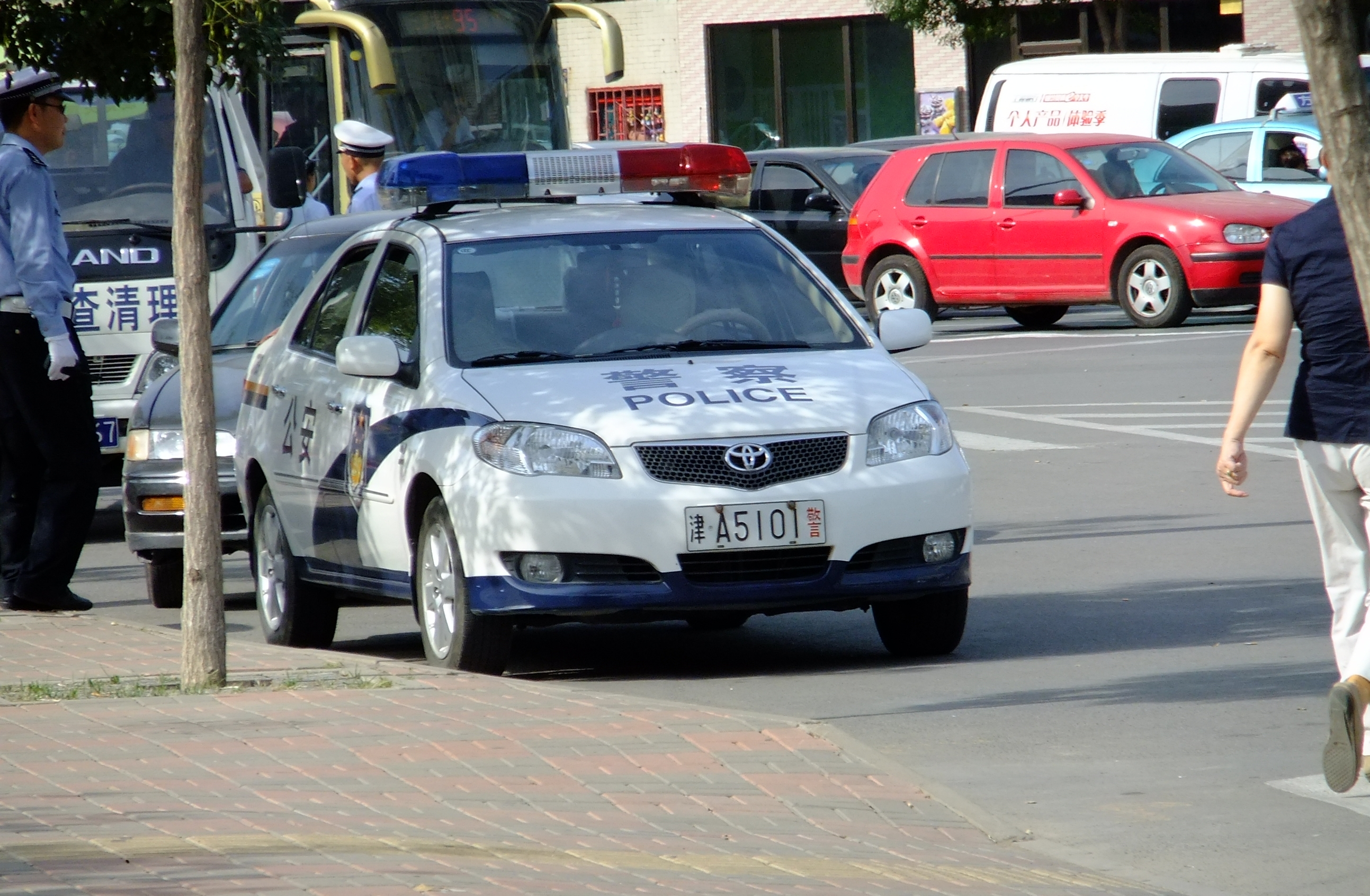
天津西青工場で製造された車両（パトカー）